# 토다 케이코
토다 케이코(일본어: 戸田 恵子 とだ けいこ[*], 1957년 9월 12일 ~ )는 일본의 여자 성우다.

## 출연 작품

### TV 애니메이션
1979년
- 기동전사 건담 (마틸다 아잔)

1980년
- 태양의 사자 철인 28호 (그라 왕자)
- 전설거신 이데온 (카라라 아지바)

1981년
- 신 근성 개구리 (야마모토 요시코)
- 천년여왕 (아마모리 하지메)

1983년
- 캣츠 아이 (키스기 히토미)
- 특장기병 돌바크 (아로마)

1985년
- 게게게의 키타로 3기(키타로)

1988년
- 날아라 호빵맨 (앙팡맨)

1991년
- 디어 브라더 (오리하라 카오루)

2000년
- 바람을 본 소년 (루치아)

### OVA
1985년
- 뱀파이어 헌터 D (던)
- 싸워라 익저 1(익저2)

1986년
- 꿈차원 헌터 판도라(레이미어)

1987년
- 요도전(아야메)

1990년
- 싸워라 익저 3(익저2)

1991년
- 창룡전 (패트리샤 S 런스데일)

1992년
- 오즈 (1024)

1998년
- 유리가면 OVA (츠키카게 치쿠사)

### 극장판
1986년
- 시공의 여행자 (아기노 지로)

1989년
- 마녀 배달부 키키 (오소노씨)

1990년
- 바람의 이름은 아무네지아 (소피아)

1996년
- 시티 헌터 TV 스페셜 (로자 마르티네스)

1998년
- 포켓몬스터 (오키드 유키나리)

2000년
- 바람을 본 소녀 (루치아)

2019년
- 극장판 시티헌터: 신주쿠 프라이빗 아이즈 (히토미 키수기, 루이 키수기)
- 코드 기아스 부활의 를르슈 (샴나)
- 날아라 호빵맨! 빛나라! 아이스국의 바닐라 공주

### 영화
1997년
- 웰컴 미스터 맥도날드 (노리코)(배우로 출연)